# Jiten, Dobrici
Jiten (în bulgară Житен, în română Bogdali-Ciamurli) este un sat în comuna Gheneral-Toșevo, regiunea Dobrici, Dobrogea de Sud, Bulgaria. 
Între anii 1913-1940 a făcut parte din plasa Casim a județului Caliacra, România

## Demografie
Componența etnică a satului Jiten
     Bulgari (86,38%)
     Romi (10,47%)
     Nicio identificare (3,14%)
     Altele (0%)
La recensământul din 2011, populația satului Jiten era de 191 locuitori. Din punct de vedere etnic, majoritatea locuitorilor (86,38%) erau bulgari, cu o minoritate de romi (10,47%). Pentru 3,14% din locuitori nu este cunoscută apartenența etnică.